# 東大特訓班
《龍櫻》是三田紀房所創作的日本漫画。本作從2003年開始在講談社漫畫週刊《週刊Morning》連載，單行本全21冊。

## 簡介

### 原作
原作漫畫詳細介紹了各種考試與唸書技巧，與和田秀樹所著《考試就是靠訣竅》（受験は要領）、福田一成的《一次逆轉○密技讀書法》（一発逆転○秘裏技勉強法）一起在考試界造成話題。每隔一集也會介紹面臨考試應有的心態。
此外與教養孩子有關內容也相當多，讓作品描述領域更加寬廣。作品中的櫻木老師讓學生直接體驗現實世界的嚴苛。並對不喜唸書的高中生和學生，提供了「為了什麼我要讀書？」的解答。
作品原名「龍櫻」，是取故事背景龍山高中的「龍」和代表「櫻花開花碩果」（日本用法）的「櫻」來命名。書中的櫻花樹也是象徵隔年的4月要考上東大的誓言。
曾獲得第29屆講談社漫畫賞，2005年日本新媒體動漫藝術節漫畫部門優秀獎。
2010年1月開始，沿用原《東大特訓班》背景，以外傳形式在週刊Morning上面開始連載以轉職為主題的《轉職必勝班》（エンゼルバンク-ドラゴン桜外伝-）。
2018年起，作者因應考試制度變遷決定繼續連載本作開始第二部，故事背景放在第一部完結十年後。

### 電視劇
電視劇版本於2005年7月～9月間，於TBS的週五連續劇首播，由阿部寬主演。與描述許多考試技巧的原作相比，電視劇版本更著重在描繪主角們在考試之前成長的過程。劇本、架構、以及主題等方面，也都因為電視劇集數做了濃縮調整，變得十分紮實和緊湊。對於戀愛要素等情節有所刪減。
也因為電視劇播出，與之相關的書籍也陸續發售，影響範圍相當廣大。日本主要前三大補習班（預備校）在2005年11月實施的東大模擬測驗，其參加人數比前一年增加了9～12%，同年12月的讀賣新聞也報導了此事。在訪問各補習班負責人時，他們都提到了《東大特訓班》可能就是原因之一，並且不再無視於該劇收視的影響。
此外2006年度以東京大學為志願者在前期較上一年多了321人，後期增加了356人。
韓國KBS電視台改編並製作的電視劇2010年1月4日《學習之神》播出。
中國阿里巴巴拿到改編權並製作的電視劇，日本Cork公司監製，共40集每集时长40分钟。
第二季於2021年4月25日開始播出，同樣由阿部寬主演。

## 故事概要
曾是暴走族（飞车党）的三流律師櫻木建二，為了增加自己業績，要將原本瀕臨破產、平均偏差值36、大學錄取率只有2%、被稱為「笨蛋高中」的私立龍山高中，改造成每年有超過100人以上考進東京大學（日本第一志願）的升學名校，並賭上了自己名聲。
櫻木的主要考量是讓學校的經營狀態良好、有實際的升學成績，並且以東大上榜人數為主要的賣點，針對功課落後的學生開設以考上東大為目標的特訓班。在上榜之前給予學生各種考試指導，使其提升成績，並將因社會變遷而消失的許多個性老師集合起來替學生上課。另一方面對原本在學校就任的老師進行大規模裁員，且規定須通過資格考試才能被再聘用，結果引起老師們大規模的反彈。究竟這所學校能否如建二的希望，從笨蛋高中轉變為東大升學名校……？
櫻木決定先在學校內開辦三年級特訓班，但只有水野直美和矢島勇介兩個學生。在一年的準備過程中，櫻木不但要和所有個性奇特的老師合作，敦促兩位第一屆東大考生用功，還要和校內不同意見的老師周旋。最後水野順利的進入東大理科一類，但是矢島不幸落榜。在水野高高興興地參加東大入學典禮的同時，矢島則坦然的接受結果，並進入重考班為來年的考試東山再起。而龍山高中則創下了破紀錄的入學報名人數，櫻木的改造計畫大功告成。

## 登場人物

### 原著角色

#### 老師
櫻木 建二
曾經是暴走族（飞车党）的貧窮律師。漫畫的本人表示沒有唸過高中，四處當散工過活。為考取司法試成為律師，可以連續數天不眠不休熬夜準備。正式成為律師後，為了能在律師地位的象徵「虎之門」（虎ノ門）開設律師事務所，將要改造龍山高中，負責指導特別升學班。能把自己的想法直截了當的傳達給別人，是相當直率的性格。
在聘請特別講師群後，學校已無預算聘請最後的社會科老師，於是親自教導應付中心考的現代社會及世界史。除了傳授當時通過司法考試的考試技巧之外，與學生一起學習的「鬥牛陣學習法」也效果顯著（櫻木本人並無念過高中，當然也未讀過世界史，故與兩名學生一同將世界史一分為三，三人各自研讀自己的部分並做出記憶樹筆記供其他人學習）。除此之外，也經常教導龍山高中的教師、水野、矢島的家長們如何做為一個大人，輔助孩子的學習。
日劇中的櫻木在年少時曾經打傷警察，全靠柳老師保釋才免於留案底。櫻木經此事後醒覺，發憤讀書通過東大考試，因負擔不起學費而自修法律考試，考兩次才通過。
井野 真真子
龍山高中的英文老師。在面對事情時常常採取逃避的態度，所說的話大多是為了能讓自己全身而退。因為無法接受川口老師的英語教學方式，因此與其指導方針對抗。在電視劇版中輸掉了與川口的對決，被櫻木任命為世界史的老師。（在電視劇中身分雖也是英文老師，但是一部份負責在電視劇第一季未登場的「高原浩之」角色，因此個性與漫畫描述有所差異。）
柳 鐵之介
「斯巴達數學」－特訓班中的最強講師之一，負責教授數學。是以超高東大升學率聞名，傳說中的補習班「柳塾」的塾長。被稱為「高中數學的魔鬼」，考生都相當怕他。認為填鴨式教育就是對學生最好的教育（因此在寬裕教育的抬頭之下，被學生和家長拒絕了。），但其實是在不斷鍛鍊學生基礎數學學力的情況下,進而提振學習精神，在課堂上充滿活力，彷彿玩遊戲一般融入數學之中，並非單純的填鴨式教育。與阿院修太郎有一起合作開設補習班的經驗。其餘的特別講師也是靠其豐富的人脈所招攬。
芥山 龍三郎
「刺激的國文」－特訓班中的最強講師之一，負責教授國文（日文）。與平時緩和的言語和外表相反，教授國語時的姿態非常凜然嚴厲。授課原則以「國文是所有學問的基礎」理念為基本，並不要求學生只在考試得高分。「閱讀力」是他教學的關鍵字，授課目的是讓學生培養思考能力。名字是來自日本知名作家「芥川龍之介」。
川口 洋
「歡樂英語」－特訓班中的最強講師之一，負責教授英文。「輕鬆快樂的學英語」是他的座右銘。教學手段總是充滿創意。乍看之下看似莫名其妙的學習法，其實背後都是有科學根據。擅長以得意的韻律舞蹈表現節奏，配合身體的運動和披頭四的歌曲，降低學生對英文的生疏感。
似乎有被之前的學校開除的經驗，櫻木一開始還頗為在意，但看了川口教授的第一堂課之後，就再也沒擔心過了。
在漫畫版後期，被某間大學延攬聘用為助理教授，因此離開特訓班。將特訓班的英文課程委託井野，並對後者表示別辜負櫻木的期望。
阿院 修太郎
「記憶的理科」－特訓班中的最強講師之一，負責教授理科，名字的日文發音為愛因斯坦的諧音。認為高中理化的學習竅門是記住具體印象，否則一旦漏失某個環節就會喪失全盤。利用阿院老師特別傳授的「記憶樹」筆記法，就算是強記項目很多的理化，也能輕鬆過關。除了知識之外，滿足學生求知的好奇心，也是阿院老師的教學特色。
高原 浩之
龍山高中的數學老師。畢業自早稻田大學教育系，是單純的熱血老師。但是，因為並未真正站在學生的立場為學生思考，也未考慮學生其實心智都尚未成熟，被櫻木批評為只是「偽善」的教育。當初是站在反對櫻木的立場，但是在看到學生們的成長之後，開始仔細思考櫻木所作的一育學系。教育的理念是「讓學生能有夢想和希望，老師只要負責支持他們就好」，也因此數度和櫻木產生衝突。但是，對櫻木的反對也開始動搖（在電視連續劇第一季中並沒有登場，而是由井野真真子承襲了這個角色的部份性格），第二部漫畫時升任副校長。
宮村 沙知子
只在漫畫中登場的國文老師。在龍山高中裡是很少見的類型，希望能靠自己的力量改變學校。最早跟隨櫻木的做法，但是也從此陷入困惑之中。對櫻木請來的特別講師芥山的教學方式也有所排斥，但在參觀實際的教學後，對於芥山的反感也漸漸轉為理解。
本田 美智子
漫畫中登場的家庭教師，26歲的東大經濟學部四年級生，外貌像國中學生。本為鄉間大型銀行的職員，因為公司突然一夜間倒閉，令她安穩的人生作180度轉變。本田又驚又怒的同時，也醒悟到需要東大的學歷，才可以換取社會的認同和尊重。受矢島家重金禮聘為家庭教師，十分了解勇介性格缺陷，經常提出正確指引。在京都有另一名女學生繪理香。

#### 學生
矢島 勇介
龍山高校3年級學生，特別升學班的學生。原本只是看不順眼櫻木的言論才加入升學班的小混混，家境富裕，身為家中的幼子，因考取著名高中失敗，在上的兩名兄長卻一直平步青雲(大哥和二哥分別考上一橋大學及東京工業大學)，為父母及旁人的失望眼光感受到壓力。個性堀強敏銳，常為小事煩惱，對社會現況有很多不平。被一眾特訓班導師認為是容易臨場失準的一類學生。最後東大落榜並打算重考加入重考班。
第二部重考成功上東大，畢業後在世界各地協助難民，後回到母校演講替後輩打氣。
電視版矢島的家庭背景與漫畫迥異，因為父親欠下一筆巨債失踪，被櫻木半強逼地加入升學班，人生因此徹底改變。而且喜愛吹小號，與緒方英喜組成樂團。常為自己是特訓班最努力一員，卻得不到回報感鬱悶，因此柳老師認為矢島像年少時的櫻木，性格是「常為小事而大吼大叫，才是擁有最纖細的心」。电视剧中由山下智久飾演。
水野 直美
龍山高校3年級學生，特別升學班的學生。母親是居酒屋老闆，因不想繼承居酒屋，在人生底層過著灰暗的人生而加入櫻木的升學班。漫畫中水野沒有任何家庭溫暖，她的母親一直認為直美絕不可能會考上東大，使直美非常傷心。电视剧中由長澤雅美飾演。
第二部東大畢業後在櫻木律師事務所工作，因第一部結束後十年東大上榜生掛零，遂與櫻木搭檔回到龍山重建學校。
栗山 祥太
龍山高中2年級學生，特別升學班的優等生，偏差值達60。聰明勤奮，對事情的看法傾向悲觀，像書生一般弱氣，因病才進離家較近的龍山高中讀書，被一眾老師所期待。在東大英文試題比試中受井野指導，因井野不懂東大作文是用扣分法，而且沒安排西崎作為競爭對手，意外敗於3年級生。
電視版中的栗山非常目中無人，瞧不起龍山的同學。由橋爪遼飾演。
西崎 麻美
龍山高中2年級學生，特別升學班的學生。個性不佳，對事情的看法偏於樂觀積極，考東大的原因是要成為偶像。與水野相性不合，常在其背後搞小動作，也為井野老師所不喜。僅在漫畫版本中登場。
早瀬 菜緒
第二部龍山高中2年級學生，東大特訓班學生，一年級與天野晃一郎同班過。家裡開餐廳。個性容易放棄但運氣極佳。在櫻木的指示下必須以英文在推特發20篇文。東大志願是文一且考上。
天野 晃一郎
第二部龍山高中2年級學生，東大特訓班學生，一年級與早瀨菜緒同班過。有個課業比自己厲害的弟弟因此個性比較自卑。在櫻木的指示下必須當YouTuber且以英文發30秒的影片。東大志願是理科二類且考上。
小杉 麻里
第二部龍山高中2年級學生，難關大學班學生，全校文科第一名，平時是個大胃王。原本志願是一橋大學或早稻田大學法學部並無意考取東大，在田村老師懇求保證下才更改意願，後與早瀨同樣考上東大文一。
藤井 遼
第二部龍山高中2年級學生，難關大學班學生，全校理科第一名，極度討厭櫻木且看不起東大特訓班的天野。原本志願是東大理科一類但成績不理想，被櫻木訓斥過才更改惡劣個性和志願。後考上東大文二。

#### 其他
岡部律師
將龍山高中的債務問題委託給櫻木的律師。擔心著想將龍山改造成升學名校的櫻木建二。
大澤 賢治
僅在漫畫中登場，市立高中3年級學生。具有東大理科Ⅲ類合格的優異成績。此外，3年間都參與手球社的活動，並代替過世的母親照顧還在讀小學的弟弟。個子很高、長得又帥、個性也很好，被水野稱為是「外星人」。對許多事物都很有興趣，具有會深入研究的個性。會有這樣的性格，是由於在小時候非常著迷於「超人力霸王」，因此請母親買了相關的書，並且反覆閱讀了好幾次，也因此培養出對事物不斷鑽研的個性。
松本 繪理香　
僅在漫畫中登場，本田老師在京都的學生。從小學開始一直成績出眾，考進關西知名女子中學，但由於家庭給予過多壓力，上高二時為了逃避父母的期望而擅自休學。由於休學，需要另外再考取高中畢業學力認定考。沒有太多朋友，與水野成為知交互相鼓勵。櫻木老師建議矢島及水野二人，應該將繪理香及大澤想像成為圈子內的同伴，互相打氣及一起提升實力。
矢島 信介
矢島勇介的父親，漫畫中與兒子勇介的家庭關係相處不合，對勇介抱持著不信任的態度，總認為勇介在報考東大的過程中一定會半途而廢，但在與櫻木數次的對談中，漸漸化解了對勇介的不信任，也對於勇介的努力給予了相當大的期望。
天野 裕太
天野晃一郎的弟弟，成績與各方面都比哥哥晃一郎優秀，比起電視版並無瞧不起自己的哥哥，知道自己的哥哥想考東大同時也是YouTuber也默默支持，第一個告知晃一郎考取東大理二的。

### 電視劇角色
由於日本的連續劇必須在3個月之內完結，加上原著當時仍在連載走向不明確。因此故事與原作的發展有很大的不同，大部分的登場人物都是電視劇原創的角色，電視劇的結局也是獨創的。

#### 特別升學班
奥野 一郎
龍山高中3年級生。特別升學班的學生。有個在升學高中秀明館就讀，以進入東大為目標的弟弟。其父母為了弟弟要唸書升學而要一郎處處遷就，但其實一郎也很想唸書升學。由於和弟弟是異卵雙胞胎，因此兩人完全不像。後來考上東大，在櫻木律師所植的櫻樹下將自信心完全鞏固。
緒方 英喜
龍山高中3年級生。特別升學班的學生。是和勇介合組樂團的朋友，家境富裕，卻自小因成績差劣而遭身邊的人懷疑品格。受勇介影響一起進入特訓班唸書。起初讀書的動機不大，後來為了向一直小看自己的父親還以顏色所以想考上東大。
香坂 良乃
龍山高中3年級生。特別升學班的學生。與暴走族為伍，辣妹裝扮。是勇介的女友，是因為想和勇介在一起才參加升學班，後來因為對探究知識產生興趣所以想考上東大。將從小和勇介一起長大的直美視為情敵。
小林 麻紀
龍山高中3年級生。特別升學班的學生。志願是成為偶像，對自己的外在很有自信，並認為上了東大之後能讓自己看起來更有魅力。

#### 學生家人
矢島 節子
勇介的母親。丈夫借貸了巨款之後便完全消失，現在代替丈夫照顧家庭並應付債務壓力。只想讓兒子念完高中就好。
水野 悠子
直美的母親。是一間小餐廳「悠子」（ゆうこ）的老闆娘兼媽媽桑。希望能將餐廳傳給女兒直美，但直美卻完全沒有意願。
奥野 美也子
一郎與次郎的母親。以營造出適合次郎唸書並考東大的環境為主的方向教育著一郎。
緒方 萬里子
英喜的母親。會使用敬語來叫自己的兒子，愛車是日產的「Cima」。
緒方 厚生
英喜的父親。是擁有員工2000人之大公司的社長。也曾經是龍山高中的學生，因此認為自己的兒子準備考東大是一件愚蠢的事情，畢業自一橋大學。
香坂 恵
良乃的母親。對良乃升學的事不太關心。
小林 光江
麻紀的母親。對麻紀的教育方針為放任政策。
奥野 次郎
一郎的雙胞胎弟弟。就讀於龍山高中附近的升學名校「秀明館高中」，並且以考上東大為目標。瞧不起在唸龍山的哥哥。志願是東大文組I，最後不幸落榜。

#### 教師
落合 正直
龍山高中的老師。反對櫻木的老師們其中的一人。每次都會直接和櫻木吵架。
近藤 時久
龍山高中的教務主任。常穿著淺駝色的套裝搭配蝴蝶領結。反對櫻木的老師們其中的一人。雖然是教務主任，但沒有實際的作用。
宮部 梅太郎
龍山高中的老師。反對櫻木的老師們其中的一人，常穿著運動衫。
浅海 和子
龍山高中的老師。反對櫻木的老師們其中的一人。
稲葉 勉
龍山高中的老師。反對櫻木的老師們其中的一人，常穿著白色衣服。

#### 其他
山本 希美
真真子的朋友。與真真子一樣都是英文老師，但是在升學名校秀明館高中任教。經常在兩位候補男友間無法抉擇，所以不斷找真真子出來討論。
田中 義男
希美的男友候補1號。帶著黑色的眼鏡，是個胖子。畢業自東大法律系，現在擔任政府的職員，並因此而高傲自滿。喜歡炫耀自己所知道的。
澤松 靖司
希美的男友候補2號。雖然是個帥哥，但腦袋空空，談話內容相當乏味。只有高中畢業，目前是打工族。興趣是玩柏青哥，但是卻不懂規則。口頭禪是「超讚的！」（スッゲー）。
齊藤
小餐廳「悠子」的常客。中年男子。因為龍山高中的理由，認為直美是個笨蛋。
戸田 明日美
麻紀的朋友，目前擔任雜誌的模特兒。每天都會將自己工作的狀況用簡訊向麻紀報告。聽說龍山高中開始設立特別升學班，因此以電視台記者的身分前來採訪。
阿部 沙織
直美的朋友，也是龍山的女高中生。暗戀勇介，曾將要送給勇介的禮物交給直美轉送。
龍野 百合子
龍山高中的理事長。是從死去的丈夫手中繼承下這所學校。只要遇到困難就會哭著說要去旅行。為了節省經費因此也兼任夜間的警衛。非常喜歡購買名牌商品，在此花了很多錢。

## 出版書籍

### 單行本
東大特訓班
| 卷數 | 講談社         | 講談社                                          | 台灣東販       | 台灣東販               |
| 卷數 | 發售日期       | ISBN                                            | 發售日期       | ISBN                   |
| ---- | -------------- | ----------------------------------------------- | -------------- | ---------------------- |
| 1    | 2003年10月22日 | ISBN 4-06-328909-5                              | 2004年9月30日  | ISBN 957-473-757-8     |
| 2    | 2004年1月22日  | ISBN 4-06-328927-3                              | 2004年10月28日 | ISBN 957-473-758-6     |
| 3    | 2004年4月22日  | ISBN 4-06-328948-6                              | 2004年11月29日 | ISBN 957-473-759-4     |
| 4    | 2004年7月22日  | ISBN 4-06-328966-4                              | 2004年12月24日 | ISBN 957-473-792-6     |
| 5    | 2004年10月21日 | ISBN 4-06-328986-9                              | 2005年1月28日  | ISBN 957-473-793-4     |
| 6    | 2005年1月20日  | ISBN 4-06-372408-5                              | 2005年3月29日  | ISBN 957-473-830-2     |
| 7    | 2005年4月21日  | ISBN 4-06-372426-3                              | 2005年6月30日  | ISBN 957-473-890-6     |
| 8    | 2005年6月22日  | ISBN 4-06-372442-5                              | 2005年9月28日  | ISBN 957-473-932-5     |
| 9    | 2005年7月21日  | ISBN 4-06-372450-6                              | 2005年11月29日 | ISBN 957-473-972-4     |
| 10   | 2005年9月18日  | ISBN 4-06-372466-2                              | 2006年1月28日  | ISBN 957-473-999-6     |
| 11   | 2005年12月21日 | ISBN 4-06-372475-1 ISBN 4-06-362050-6（限定版） | 2006年5月24日  | ISBN 986-176-071-7     |
| 12   | 2006年3月21日  | ISBN 4-06-372503-0                              | 2006年7月29日  | ISBN 986-176-124-1     |
| 13   | 2006年5月23日  | ISBN 4-06-372515-4                              | 2006年9月27日  | ISBN 986-176-152-7     |
| 14   | 2006年7月21日  | ISBN 4-06-372542-1                              | 2006年11月27日 | ISBN 986-176-197-7     |
| 15   | 2006年9月22日  | ISBN 4-06-372548-0                              | 2007年3月29日  | ISBN 978-986-176-253-1 |
| 16   | 2006年11月22日 | ISBN 4-06-372561-8                              | 2007年5月24日  | ISBN 978-986-176-335-4 |
| 17   | 2007年1月23日  | ISBN 978-4-06-372572-8                          | 2007年7月27日  | ISBN 978-986-176-383-5 |
| 18   | 2007年3月23日  | ISBN 978-4-06-372583-4                          | 2007年9月21日  | ISBN 978-986-176-434-4 |
| 19   | 2007年5月23日  | ISBN 978-4-06-372597-1                          | 2007年11月28日 | ISBN 978-986-176-493-1 |
| 20   | 2007年7月23日  | ISBN 978-4-06-372613-8                          | 2008年1月25日  | ISBN 978-986-176-533-4 |
| 21   | 2007年8月23日  | ISBN 978-4-06-372619-0                          | 2008年3月26日  | ISBN 978-986-176-568-6 |

東大特訓班2
| 卷數 | 講談社         | 講談社                 | 台灣東販       | 台灣東販               |
| 卷數 | 發售日期       | ISBN                   | 發售日期       | ISBN                   |
| ---- | -------------- | ---------------------- | -------------- | ---------------------- |
| 1    | 2018年3月23日  | ISBN 978-4-06-511106-2 | 2019年8月22日  | ISBN 978-986-511-066-6 |
| 2    | 2018年7月23日  | ISBN 978-4-06-511894-8 | 2020年7月29日  | ISBN 978-986-511-404-6 |
| 3    | 2018年10月23日 | ISBN 978-4-06-513545-7 | 2020年8月26日  | ISBN 978-986-511-459-6 |
| 4    | 2019年1月4日   | ISBN 978-4-06-514292-9 | 2022年6月29日  | ISBN 978-6-26-329241-3 |
| 5    | 2019年4月23日  | ISBN 978-4-06-515189-1 | 2022年8月25日  | ISBN 978-6-26-329405-9 |
| 6    | 2019年7月23日  | ISBN 978-4-06-516290-3 | 2022年11月28日 | ISBN 978-6-26-329594-0 |
| 7    | 2019年10月23日 | ISBN 978-4-06-517583-5 |                |                        |
| 8    | 2020年1月23日  | ISBN 978-4-06-518202-4 |                |                        |
| 9    | 2020年3月23日  | ISBN 978-4-06-518785-2 |                |                        |
| 10   | 2020年6月23日  | ISBN 978-4-06-519524-6 |                |                        |
| 11   | 2020年7月20日  | ISBN 978-4-06-520236-4 |                |                        |
| 12   | 2020年8月20日  | ISBN 978-4-06-520565-5 |                |                        |
| 13   | 2020年11月20日 | ISBN 978-4-06-520713-0 |                |                        |
| 14   | 2021年1月21日  | ISBN 978-4-06-521854-9 |                |                        |

### 小說
| 卷數 | 日文標題 | 中文標題         | 講談社         | 講談社                 | 台灣東販      | 台灣東販               |
| 卷數 | 日文標題 | 中文標題         | 發售日期       | ISBN                   | 發售日期      | ISBN                   |
| ---- | -------- | ---------------- | -------------- | ---------------------- | ------------- | ---------------------- |
| 1    |          | 特別升學班啟動！ | 2005年11月27日 | ISBN 4-06-278451-3     | 2007年8月24日 | ISBN 978-986-176-415-3 |
| 2    |          | 夢幻教師集結篇   | 2006年3月15日  | ISBN 4-06-278452-1     | 2008年3月26日 | ISBN 978-986-176-531-0 |
| 3    |          | 挑戰！東大模試篇 | 2006年11月15日 | ISBN 4-06-278459-9     | 2008年5月28日 | ISBN 978-986-176-612-6 |
| 4    |          | 挑戰！東大模試篇 | 2007年3月15日  | ISBN 978-4-06-278460-3 | 2008年8月15日 | ISBN 978-986-176-670-6 |
| 5    |          |                  | 2007年6月15日  | ISBN 978-4-06-278461-0 |               |                        |

## 外部連結
- 東大特訓班 (mitanorifusa) - note（日語）
- 東大特訓班的X（前Twitter）（日語）